# Association Sportive de Monaco Football Club 1978-1979
Questa voce raccoglie le informazioni riguardanti l'Association Sportive de Monaco Football Club nelle competizioni ufficiali della stagione 1978-1979.

## Maglie e sponsor
Per la stagione 1978-1979 rimangono invariati sia il fornitore tecnico (Le Coq Sportif per il campionato, Adidas per la Coppa di Francia), sia lo sponsor ufficiale (Radio Monte-Carlo per il campionato, RTL per la Coppa di Francia). L'unica modifica riguardante le divise riguarda quella utilizzata per le gare interne, con i calzoncini divenuti di colore rosso.
| Campionato (casa) | Campionato (trasferta) | Coppa di Francia |

## Rosa
| N. |                    | Ruolo | Calciatore           |
| -- | ------------------ | ----- | -------------------- |
|    | Francia (bandiera) | P     | Jean-Luc Ettori      |
|    | Francia (bandiera) | P     | André Amitrano       |
|    | Francia (bandiera) | D     | Thierry Ninot        |
|    | Francia (bandiera) | D     | Daniel Zorzetto      |
|    | Francia (bandiera) | D     | Jean-Pierre Chaussin |
|    | Francia (bandiera) | D     | Marc Culetto         |
|    | Monaco (bandiera)  | D     | André Barral         |
|    | Francia (bandiera) | D     | Rolland Courbis      |
|    | Francia (bandiera) | D     | Bernard Gardon       |
|    | Francia (bandiera) | D     | Alfred Vitalis       |

| N. |                      | Ruolo | Calciatore            |
| -- | -------------------- | ----- | --------------------- |
|    | Francia (bandiera)   | C     | Didier Christophe     |
|    | Argentina (bandiera) | C     | Raúl Nogués           |
|    | Francia (bandiera)   | C     | Jean Petit (capitano) |
|    | Francia (bandiera)   | C     | Alain Moizan          |
|    | Italia (bandiera)    | A     | Delio Onnis           |
|    | Francia (bandiera)   | A     | Christian Dalger      |
|    | Francia (bandiera)   | A     | Thierry Gudimard      |
|    | Francia (bandiera)   | A     | Roger Ricort          |
|    | Francia (bandiera)   | A     | Gérard Soler          |
|    | Francia (bandiera)   | A     | Albert Emon           |

## Calciomercato

### Sessione estiva
| Acquisti | Acquisti        | Acquisti    | Acquisti |
| R.       | Nome            | da          | Modalità |
| -------- | --------------- | ----------- | -------- |
| D        | Thierry Ninot   | INF Vichy   |          |
| D        | Daniel Zorzetto | Troyes      |          |
| A        | Gérard Soler    | Sochaux     |          |
| A        | Albert Emon     | Stade Reims |          |

| Cessioni | Cessioni         | Cessioni        | Cessioni |
| R.       | Nome             | a               | Modalità |
| -------- | ---------------- | --------------- | -------- |
| P        | Yves Chauveau    | Olympique Lione |          |
| D        | Albert Vannucci  | Ajaccio         |          |
| D        | Heriberto Correa | Platense        |          |
| D        | Serge Perruchini | Montpellier     |          |
| A        | André Tuybens    | Tours           |          |
| A        | Daniel François  | Caen            |          |
| A        | Michel Rouquette | Martigues       |          |

## Risultati

### Coppa dei Campioni
| Arbitro: | Franco Martínez |

|                                   |           |  |
| Onnis 42’ Zorzetto 48’ Nogués 61’ | Marcatori |  |

| Arbitro: | Dörflinger |

|               |           |  |
| Troi 51’, 76’ | Marcatori |  |

| Malmö 13 settembre 1978, ore 19:00 UTC+1 Sedicesimi di finale - Andata | Malmö FF | 0 – 0 referto | Monaco | Malmö Stadion (5 500 spett.)\| Arbitro: \| Prokop \| |
| Arbitro:                                                               | Prokop   |               |        |                                                      |

| Arbitro: | Frickel |

|  |           |              |
|  | Marcatori | 35’ Kinnvall |

## Statistiche

### Statistiche di squadra
| Competizione       | Punti | Totale | Totale | Totale | Totale | Totale | Totale | D.R. |
| Competizione       | Punti | G      | V      | N      | P      | Gf     | Gs     | D.R. |
| ------------------ | ----- | ------ | ------ | ------ | ------ | ------ | ------ | ---- |
| Division 1         | 44    | 38     | 18     | 8      | 12     | 70     | 51     | +19  |
| Coppa di Francia   | -     | 4      | 2      | 0      | 2      | 8      | 6      | +2   |
| Coppa dei Campioni | -     | 4      | 1      | 1      | 2      | 4      | 3      | +1   |
| Totale             | -     | 46     | 21     | 9      | 16     | 82     | 60     | +22  |